# Step (tanec)

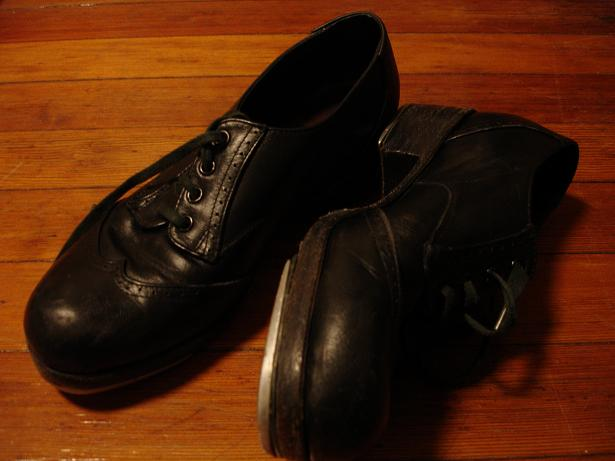
Boty na step

Step (z angličtiny) je druh tance, který tančí jak sóloví tanečníci, tak skupiny, převážně pouze nohama, zbytek těla vyvažuje a v některých momentech přidá drobnou ozdobu (např. tlesknutí). Chodidla nohou vyklepávají patami a špičkami hudební rytmus. K tomuto účelu se nosí speciální obuv opatřená kovovými plíšky (tzv. stepky).
I když Češi znají tento tanec pod pojmem step, v angličtině se používá převážně výraz tap dance. Existují i další názvy, například Clogging, což je jiná varianta tance, tzv. americký step. V poslední době v Česku vzrůstá popularita irského stepu.

## Rozdělení
- Americký step
- Clogging – westernové stepování
- Irský step
- Moderní step
- Street step neboli pouliční step

## Historie
Step vznikal od poloviny 18. století v oblasti New Yorku, kde mezi sebou v tancích soutěžili irští, skotští a afričtí přistěhovalci. Z této směsi „nožních tanců“ z mnoha zdrojů se vyvinul původní tap. Koncem 19. století byl tanec znám pod názvem jazz dance.
Step ovlivnil nový hudební žánr jazz. Do dnešních dnů se jazzová hudba, jako nejvhodnější, používá pro stepování. Je však možné stepovat i bez hudebního doprovodu.
Od roku 1900 do roku 1955, byl tap dance převládajícím druhem tance na tanečních vystoupeních ve Spojených státech amerických. Ve všech městech Spojených států byli kvalifikovaní tanečníci. Řetězce sálů Vaudeville a T.O.B.A. (Black Vaudeville) najímaly mnoho profesionálních tanečníků. Vaudevillští tanečníci jezdili na turné po amerických městech. Putující umělci ovlivňovali tance po celé zemi, ovlivnil například i lindy hop, který některé prvky stepu přejal.

## Technika stepu
Základem stepu jsou nejjednodušší kroky jako např. step, tap, stamp, pick-up, heel…, ze kterých jsou složeny složitější, např. rag time, crawling, the wizard of Oz, …

### Základní údery
- Tap – úder bříškem chodidla bez přenesení váhy
- Step – úder bříškem chodidla s přenesením váhy
- Brush – úder s menším švihem chodidla (!) vpřed
- Back – úder s menším švihem chodidla vzad
- Heel – úder stojné paty
- Stamp – úder na celou plochu nohy bez přenesení váhy
- Stomp – úder na celou plochu nohy s přenesením váhy
- Dig – úder připomínající kopnutí
- Crawl – úder špičkou boty nejčastěji za stojnou nohou
- Scuff – úder druhou (zadní) polovinou paty bez přenesení váhy
- Pick-up – úder bříškem chodidla ze zvednuté špičky

### Dvojúderové
- Shuffle – brush a back
- Scuffle – scuff a step
- Flap – brush a step

## Známí stepoví tanečníci

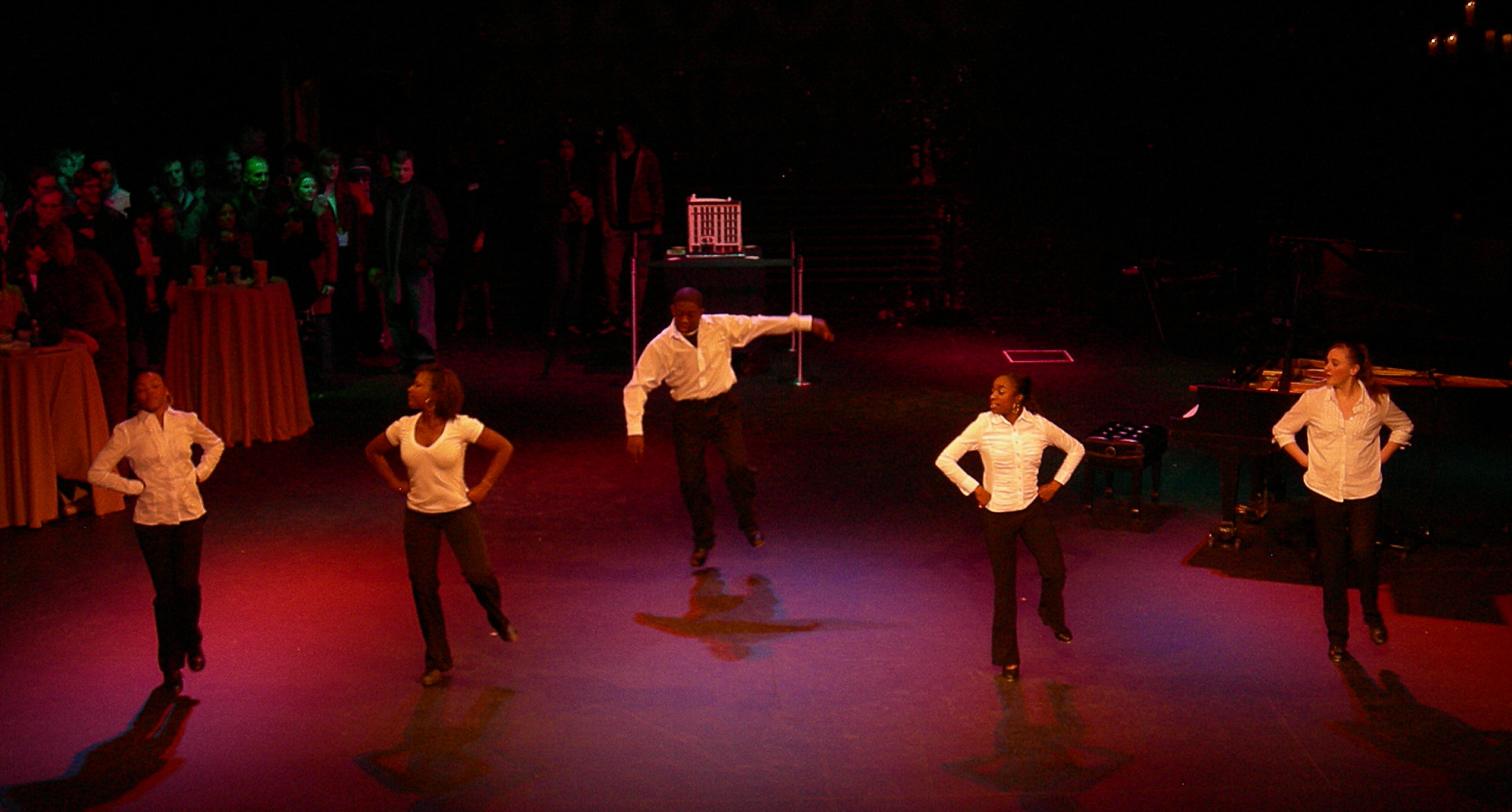
Moore Theatre, Seattle, Washington, USA

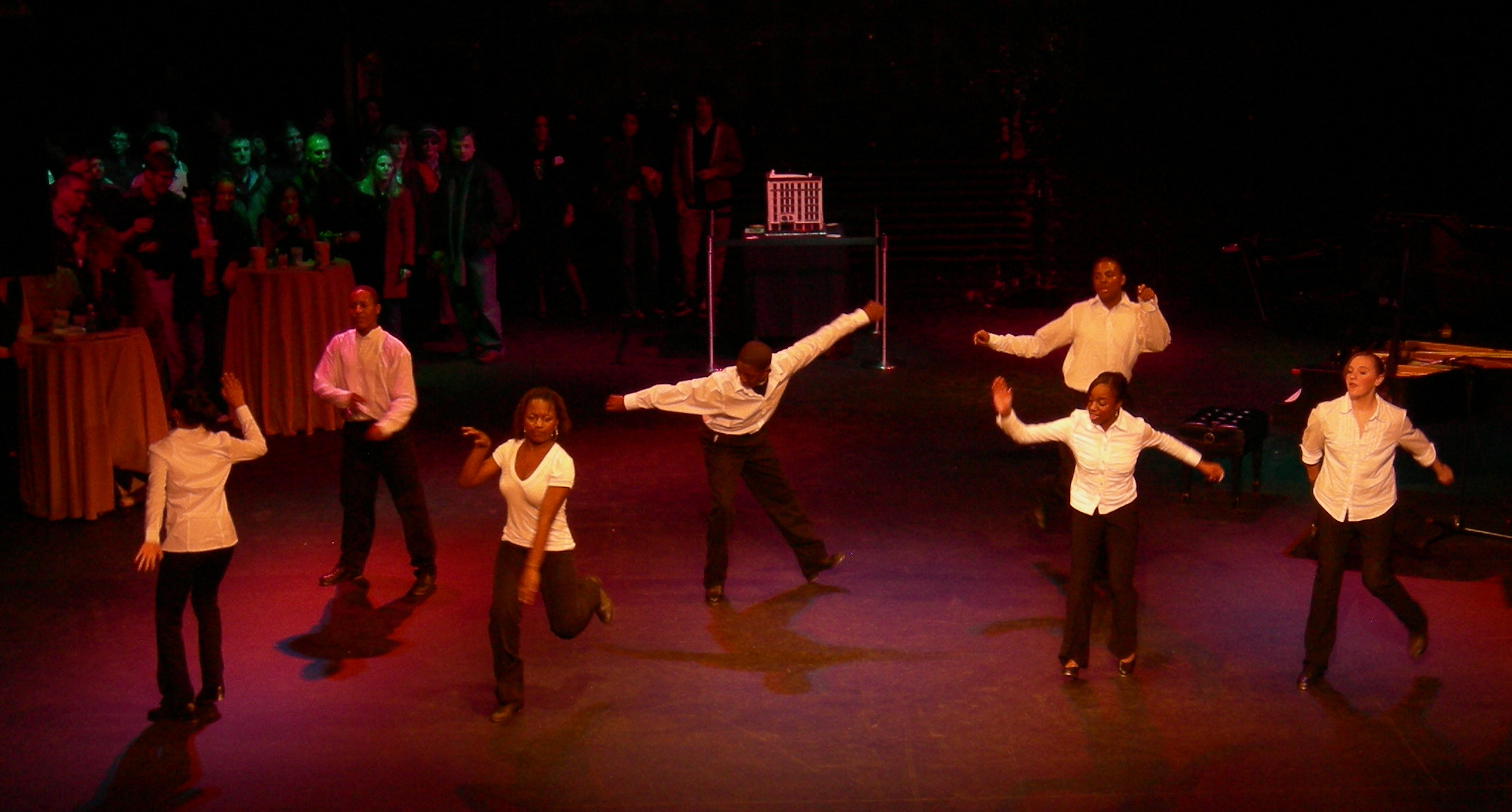

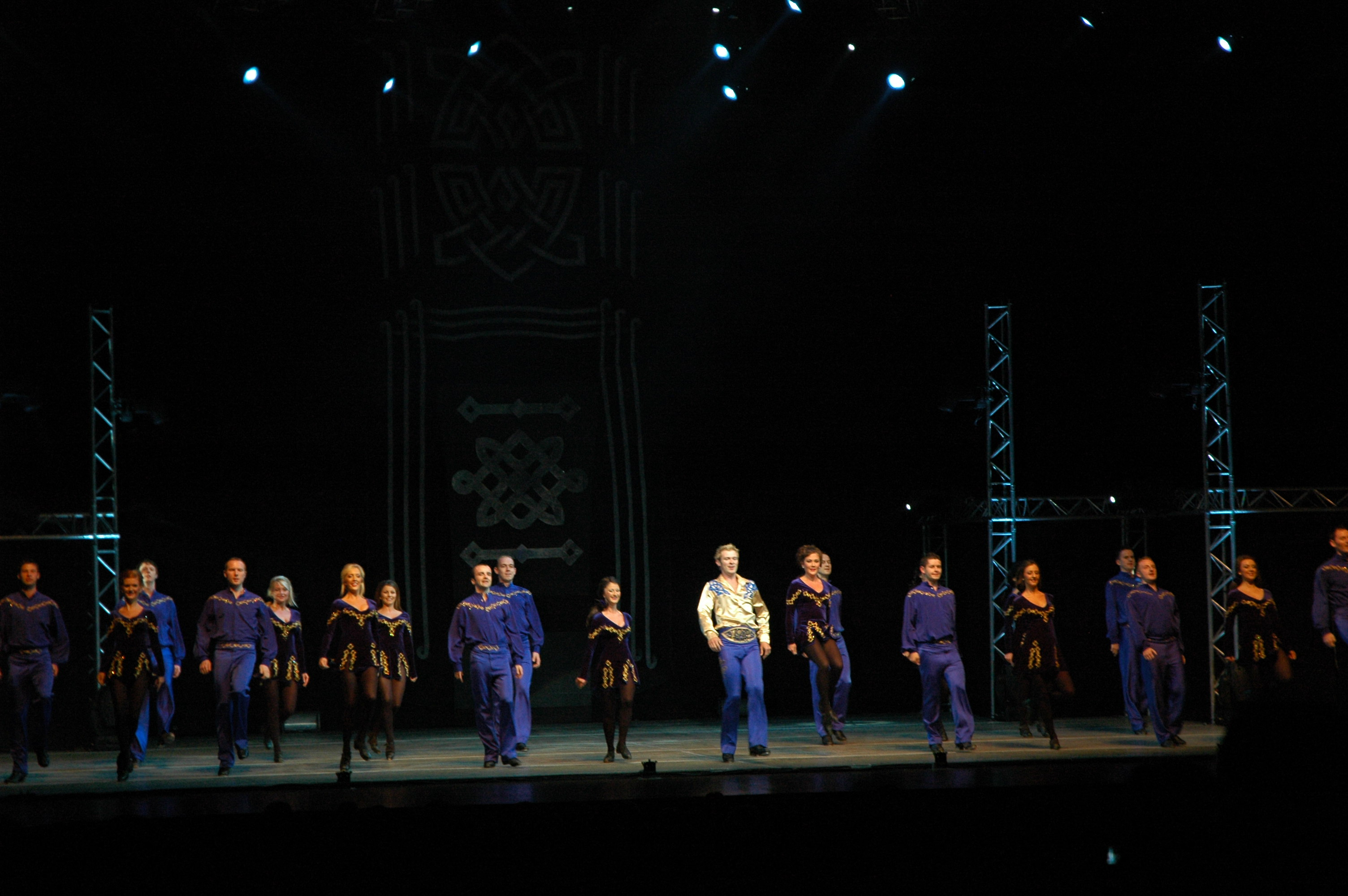
The Lord of the Dance and The Clan

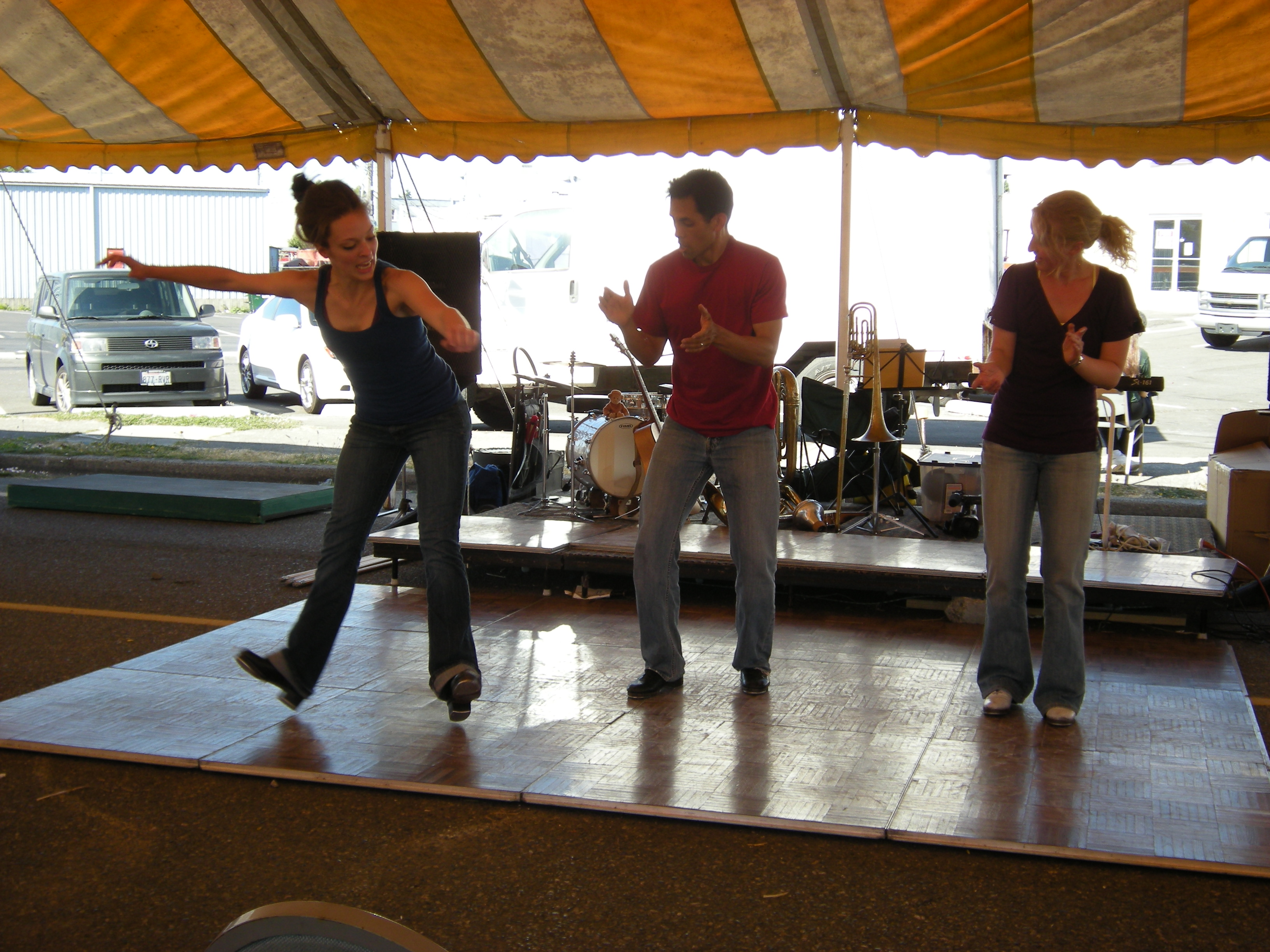
Stepování

- Bill Robinson (známý také jako Bill Bojangles Robinson, otec moderního stepu)
- Master Juba
- Ruby Keeler
- Ann Millerová
- Eleanor Powell
- The Nicholas Brothers – bratří Nicholasovi
- Fred Astaire (v některých filmech hrál a stepoval spolu s Ginger Rogersovou)
- Ginger Rogersová
- Gene Kelly
- Donald O´Connor (spolu Genem Kellym v některých známých stepovacích scénách ve filmu Zpívání v dešti – Singing in the Rain)
- Vera Ellen (ve filmu On The Town spolu s Genem Kellym)
- Gregory Hines (mezi jinými umělci v americkém filmu Tap Dance z roku 1989)
- Maurice Hines
- Sammy Davis Jr.
- Savion Glover
- Paulette Goddard
- William Henri Lane alias Master Juba
- Jimmy Slyde
- John W. Bubbles
- Howard Sims
- Bunny Briggs
- Henry Letang
- Steve Condos
- Charles Honi Coles
- Pat Rico
- Jeni LeGon
- Arthur Duncan
- Tommy Tune
- Brenda Bufalino
- Jay Fagan
- Ted Bebblejad
- Peter Briansen
- Rita Hayworth
- Betty Grableová
- Alfonso Ribeiro
- LaVaughn Robinson
- Jason Samuels Smith
- Shirley Temple
- Grant Swift
- Joseph Wiggan
- Guillem Alonso
- Michael Flatley
- Ondřej Havelka
- Acia Gray